# Marsá
Marsá (oficialmente en catalán Marçà) es un municipio español de la comarca de El Priorato, en la provincia de Tarragona. Cuenta con una población de 598 habitantes (INE 2024).

## Geografía
Integrado en la comarca de Priorato, se sitúa a 44 km de Tarragona. El término municipal está atravesado por la carretera nacional N-420, entre los pK 837 y 841, además de por carreteras locales que permiten la comunicación con Falset, Capsanes y Torre de Fontaubella. 
Está en un territorio accidentado por los contrafuertes orientales (serra d'en Jover y Montanya de les Soleies) y occidentales (Collroig), y drenado por la riera de Marsá y algunos barrancos, todos de la cuenca del río de Siurana, a través de la riera de Capsanes. La altitud oscila entre los 530 m al este (Montanya de les Soleies) y los 230 m a orillas de la riera de Marsá. El pueblo se alza a 315 m sobre el nivel del mar.
| Noroeste: Falset   | Norte: Falset | Noreste: Falset                        |
| Oeste: Masroig     |               | Este: Torre de Fontaubella y Colldejóu |
| Suroeste: Guiamets | Sur: Capsanes | Sureste: Capsanes                      |

## Historia
Se cree que el origen del municipio está en una antigua alquería árabe. Aparece citado en documentos de 1153. En 1174, el Alfonso el Casto, rey de Aragón y conde de Barcelona, nombró feudatario del castillo de Marsá a Guillermo de Castellvell. En 1240 el castillo quedó en manos de Alamanda, esposa de Guillermo de Entenza por lo que pasó a formar parte de los feudos de la baronía de Entenza. En 1324, Jaime II de Aragón entregó el castillo a Ramón Berenguer con lo que quedó integrado en el Condado de Prades. El guerrillero Carrasclet residió un tiempo en esta población ya que su esposa era hija del municipio.
Hacia mediados del siglo XIX, el lugar tenía contabilizada una población de 892 habitantes. Aparece descrito en el decimoprimer volumen del Diccionario geográfico-estadístico-histórico de España y sus posesiones de Ultramar de Pascual Madoz de la siguiente manera:

MARSÁ: l. con ayunt. en la prov. de Tarragona (6 leg.), part. jud. de Falset (1/2), aud. terr., c. g. de Barcelona (20), dióc. de Tortosa (10), sit. en llano, con buena ventilacion y clima saludable. Tiene 180 casas, 1 igl. parr. (San Juan Bautista), y un ex-convento de Servitas, en que celebraban capítulo general de la órden, cada 4 años, los conventos de la Caronilla de Aragon. El térm. confina N. Falset; E. Pradell Codejon; S. Capsanes, y O. Masroig. El terreno es arenoso, pero fértil, la parte montuosa está poblada de pinos. Los caminos principales, dirigen á Reus y á Mora de Ebro. El correo se recibe de la cab. del part., por medio de balijero los domingos, martes, y viernes, y se despacha los lunes, jueves y sábados. prod. cereales, vino, avellanas, almenadas, higos, aceite, legumbres y patatas: cria ganado lanar. ind. 4 molinos de harina, 1 de aceite y una fáb. de papel, casi en estado de abandono. comercio: esportacion de frutos sobrantes. pobl. 236 vec., 892 alm.; cap. prod: 5.008,005 imp.: 166,719.
(Madoz, 1848, p. 249)

## Símbolos
El escudo de Marsá se define con el siguiente blasón:
«Escudo losanjado: de oro, una mano de azur; el jefe de sable. Por timbre una corona mural de pueblo.»
Fue aprobado el 31 de enero de 1983.

## Demografía
Cuenta con una población de 598 habitantes (INE 2024).
| Gráfica de evolución demográfica de Marsá entre 1842 y 2021 |
| |
| Población de derecho según los censos de población del INE Población de hecho según los censos de población del INEEn estos censos se denominaba Marsá: 1842, 1857, 1860, 1877, 1887, 1897, 1900, 1910, 1920, 1930, 1940, 1950, 1960, 1970 y 1981 |

## Economía
La principal actividad económica es la agricultura de secano. Destacan los cultivos de viña, olivos, avellanos y almendros. Desde 1913 el municipio cuenta con una cooperativa agrícola que comercializa los vinos producidos bajo la denominación de origen Montsant.

## Patrimonio

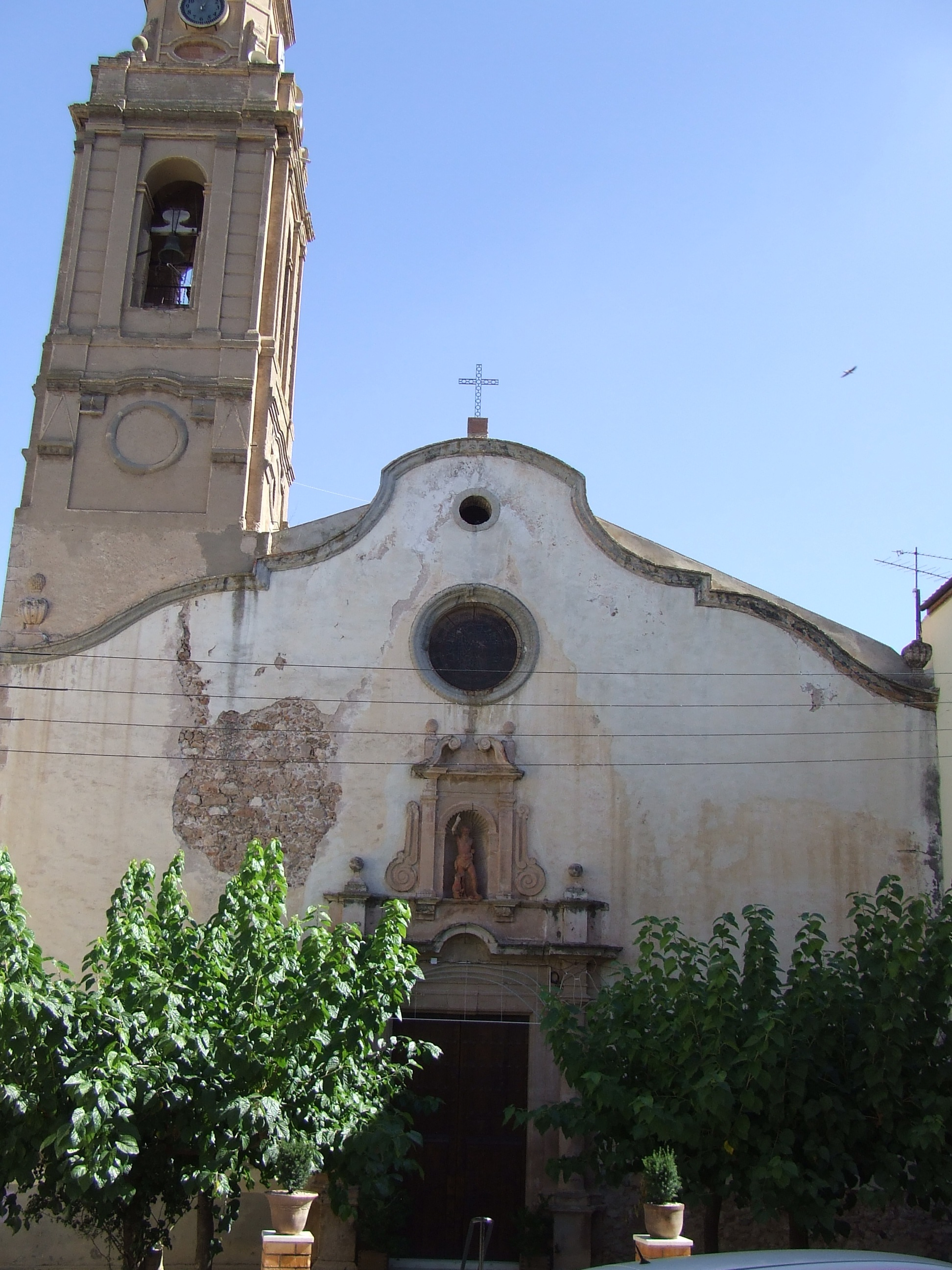
Iglesia parroquial de Santa María

La iglesia parroquial está dedicada a Santa María. Es del siglo XVIII y de estilo neoclásico aunque con algunos elementos barrocos. Tiene cimborrio en la zona del crucero y coro. El campanario fue construido en 1930 y cuenta con cuatro relojes. No quedan restos de los retablos originales de madera que fueron quemados en 1936.
En las afueras de la población se encuentra una antigua casa señorial conocida como Cal Montagut. Es un edificio del siglo XVIII con una portalada coronada por un escudo de piedra.
Quedan muy pocos restos del antiguo convento de Sant Marcial. Fue fundado en 1611 y abandonado en diversas ocasiones hasta el abandono definitivo en 1835. En 1838 fue asaltado por las tropas carlistas y algunas de sus piedras se utilizaron para reparar casas del pueblo. Sólo queda en pie un fragmento de la portalada.

## Fiestas
La fiesta mayor de Marsá se celebra el 15 de agosto. La fiesta de invierno está dedicada a la patrona del pueblo, la Mare de Déu de les Malalties, y tiene lugar el 27 de diciembre.